# Negrokus lebasi
Negrokus lebasi is een insect uit de familie van de mierenleeuwen (Myrmeleontidae), die tot de orde netvleugeligen (Neuroptera) behoort. 
Negrokus lebasi is voor het eerst wetenschappelijk beschreven door Navás in 1930.